# Homoeomeria haploa
Homoeomeria haploa är en fjärilsart som beskrevs av Collenette 1958. Homoeomeria haploa ingår i släktet Homoeomeria och familjen tofsspinnare. Inga underarter finns listade i Catalogue of Life.